# Турско-јерменски рат
Турско-јерменски рат, у Турској познат под именом Источна операција или Источни фронт (тур. Doğu Cephesi) Турског рата за независност, односи се на сукоб у јесен 1920. године између Јерменије и Турског националног покрета, након потписивања споразума у Севру. Након почетног обнављања јерменске државе на деловима њених пређашњих територија (данашња Турска), војска Турског националног покрета под Казимом Карабекиром зауставила је ново успостављање и поразила Јерменију, и поново заузела територију коју је Османско царство изгубило од Руске Империје 1855. и 1878. године.
Турска војна победа била је праћена совјетском окупацијом и совјетизацијом Јерменије. Московски мир (март 1921) између Совјетске Русије и Турске, и повезани Карски мир (октобар 1921) потврдили су територијалне добитке које је направио Карабекир и одредили модерну турско–јерменску границу.
Јерменија је имала територијалне спорове са Османским царством. Османлије су покушале да протерају Јермене спроводећи геноцид и окупирајући Јужни Кавказ током лета 1918. године. Јерменија се одупирала све док савезничке снаге нису победиле у Првом светском рату. Османлије су држале своје трупе на тим подручјима све до пролећа 1919. године.

## Позадина сукоба
Распадом Руске Империје током Фебруарске револуције 1917. године и Закавкаске ДФР у мају 1918. године, Јермени су на Јужном Кавказу прогласили своју независност и формално успоставили Демократску Републику Јерменију. Током две године постојања, мала република, са престоницом у Јеревану, била је суочена са бројним проблемима који су је додатно ослабили, суочавајући се са жестоким територијалним споровима са суседима и ужасном избегличком кризом.
Највећи проблем Јерменије је био спор са западним суседом, Османским царством. Османлије су убиле у геноциду чак 1,5 милиона Јермена. Иако су војске Османског царства окупирале Јужни Кавказ у лето 1918. године и биле спремне да сломе Јерменску Републику, Јерменија се опирала до краја октобра, када је Османско царство потписало капитулацију савезничким снагама. Иако су Османско царство делимично окупирали савезници, и иако су били нападнути од француско-јерменских снага из Киликијске кампање, Турци нису повукли своје трупе на предратну руско-турску границу све до фебруара 1919. године где су задржали бројне мобилисане трупе.

## Бољшевички и Турски национални покрети
Током Првог светског рата и на мировној конференцији у Паризу, савезници су обећали да ће казнити Турке и наградити неке, ако не и све, источне провинције припајањем Јерменској Демократској Републици. Али савезници су се више бринули о закључивању мировних споразума са Немачком и другим европским члановима Централних сила. У питањима везаним за Блиски исток, главне силе, Велика Британија, Француска, Италија и Сједињене Америчке Државе, имале су супротстављене интересе у утицајним сферама које је требало да преузму. Док су постојали унутрашњи спорови између савезника, а Сједињене Државе нису биле вољне да прихвате мандат над Јерменијом, незадовољни елементи у Османском царству су 1920. године почели да се одричу одлука које је донела Османска влада у Константинопољу, удружили су се и формирали Турски национални покрет под вођством Мустафе Кемала Ататурка. Турски националисти су сматрали да је било каква подела некадашњих османских земаља (и накнадне расподеле на нетурске власти) неприхватљива. Њихов циљ је био да "гарантују сигурност и јединство земље". Бољшевици су саосећали са турским покретом због међусобног противљења "западном империјализму", како су га бољшевици назвали.
У поруци Владимиру Лењину, вођи бољшевика, 26. априла 1920., Кемал Ататурк је обећао да ће координирати своје војне операције са бољшевичком "борбом против империјалистичких влада" и затражио 5 милиона лира у злату, као и оружје "као прву помоћ" својим снагама. Лењинова влада је 1920. године снабдела кемалисте са 6.000 пушака, више од пет милиона пушака и 17.600 пројектила, као и 200,6 kg златних полуга, у наредне две године износ помоћи се повећао. На преговорима у Москви 1921. бољшевици су захтевали да Турци уступе Батум и Нхчиванску Аутономну ССР, и такође су захтевали већа права на Босфору и Дарданелима. Упркос турским уступцим, финансијске и војне помоћи су касниле. Тек након одлучујуће битке код Сакарје (август–септембар 1921), помоћ је почела брже да пристиже. Након много одлагања, Јермени су од савезника у јулу 1920. примили око 40.000 униформи и 25.000 пушака са великом количином муниције.
Тек у августу 1920. године савезници су израдили мировно решење за Блиски исток на споразуму у Севру. Сједињене Државе су одбиле да преузму Јерменски мандат у мају те године, али су савезници одредили САД да одреде западне границе републике. САД су доделиле Јерменији четири од шест источних провинција Османског царства, укључујући излаз на Црном мору. Споразум из Севра потврдио је Кемалове сумње у вези са савезничким плановима за поделу царства. Према историчару Ричарду Хованисијану, његова одлука да нареди инвазију на Јерменију имала је за циљ да покаже савезницима да "споразум неће бити прихваћен и да неће бити мира док Запад не буде спреман да понуди нове услове у складу са захтевима Турског националног пакта. "

## Активна фаза

### Почетна фаза
Према турским и совјетским изворима, турски планови за повратак некадашњих османских земаља на истоку су постојали још у јуну 1920. године. Користећи турске изворе, Билал Шимшир је средину јуна одредио као почетак турских припрема за кампању на истоку. Непријатељства су прво почела кемалове снаге. Казим Карабекир је добио команду над новоформираним Источним фронтом 9. јуна 1920. а 13. или 14. јуна добио овлашћења војне полиције над свим цивилним и војним званичницима Источног фронта. Сукоби између турских снага и јерменске војске на граници код Карса су били чести током тог лета, мада свеобухватна непријатељства нису избила све до септембра. Убеђен да савезници неће доћи у одбрану Јерменије и свесни да лидери Јерменске ДР нису успели да добију признање своје независности од стране совјетске Русије, Кемал је наредио генералу Казиму Карабекиру да нападне Јерменију. У 2:30 ујутро 13. септембра, пет батаљона из турског војног корпуса прешло је турско-јерменску границу и изненадило ретко распрострањене и неприпремљене јерменске армије у Олтију и Пењакију (сада село Пенек у округу Сарикамиша). До зоре, Карабекирове снаге су окупирале Пењак, а Јермени су претрпели најмање 200 жртава и били су приморани да се повуку на исток према Сарикамишу. Како ни савезничке силе ни совјетска Русија нису реаговале на турске операције, Кемал је 20. септембра одобрио Карабекиру да настави даље и заузме Карс и Кагизман.
У том периоду Карабекиров 15. корпус је бројао четири дивизије. У три сата ујутро 28. септембра, четири дивизије  15. корпуса напредовале су према Сарикамишу, стварајући такву панику да су Јермени напустили град дан раније пре него што су Турци стигли. Оружане снаге су кренуле ка Карсу, али су заустављене од стране Јерменског отпора. Почетком октобра, јерменска влада је тврдила да су савезници интервенисали и зауставили турски напредак, али то нису искористили. Већина расположивих британских снага на Блиском истоку била је концентрисана на разбијање племенских устанака у Ираку, док су се Француска и Италија такође бориле против турских револуционара у близини Сирије и италијанске Анталије. Суседна Грузија је за време сукоба објавила стање неутралности.
Дана 11. октобра совјетски пуномоћник Борис Легран стигао је у Јереван са текстом за преговоре о новом совјетско-јерменском споразуму. Споразумом потписаним 24. октобра осигурана је совјетска подршка. Најважнији део овог споразума односио се на Карс, за који је Јерменија добила обећање да ће бити обезбеђен. Турски национални покрет није био задовољан могућим споразумом између Совјета и Јерменије. Карабекир је обавештен од стране Владе великог националног већа о споразуму Бориса Леграна и наложено му је да реши питање Карса. Истог дана када је потписан споразум између Јерменије и Совјетске Русије, Карабекир је преместио своје снаге ка Карсу.

### Освајање Карса
Карабекирове снаге су 24. октобра покренуле нову, масовну кампању против Карса. Јермени су напустили град, који је до 30. октобра био под пуном турском окупацијом. Турске снаге су наставиле да напредују, а недељу дана након заузимања Карса преузеле су контролу над Алекандропољом (данашњи Гјумри, Јерменија.) Турци су 12. новембра такође заузели стратешко село Агин, североисточно од рушевина бивше јерменске престонице Ани, и планирало да крену ка Јеревану. Грузија је 13. новембра прекинула своју неутралност. Она је закључила споразум са Јерменијом о нападу на спорни регион Лори, који је успостављен као неутрална зона (кондоминијум Шулавера) између два народа почетком 1919.

### Споразум у Александропољу
Турци, са седиштем у Алекандропољу, поставили су Јерменима ултиматум који су били приморани да прихвате. Састављен је био од радикалним захтевима који су угрожавала постојање Јерменије као одрживог ентитета. Јермени су прво одбили њихове захтеве, али када су Карабекирове снаге наставиле да напредују, били су приморани да капитулирају. 18. новембра 1920. године закључили су споразум о прекиду ватре. Током инвазије, турска војска спроводила је масовне злочине над јерменским цивилима. То укључује масовна силовања и масакре у којима је на десетине хиљада цивила погубљено. Злочини су се догодили у Карсу и Александропољу.
Док су се преговарали услови пораза између Карабекира и јерменског министра спољних послова Александра Хатисова, Јосиф Стаљин, по заповести Владимира Лењина, је наредио Григорију Орџоникидзеу да уђе у Јерменију из Азербејџана како би успоставио нову бољшевичку власт у земљи. 29. новембра совјетска 11. армија је напала Јерменију у Каравансараију (данашњи Иџеван).
Након заузимања Јеревана и Вагаршапата од стране бољшевичких снага 2. децембра 1920., јерменска влада је потписала Александропољски споразум 3. децембра 1920., иако више није постојала као правно лице. Споразум је захтевао од Јерменије да разоружа већину својих војних снага, као и да уступи сву османску територију која је била додељена Јерменији Севрским споразумом. Јерменски парламент никада није ратификовао споразум, јер се совјетска инвазија догодила у исто време, а комунисти су преузели земљу.

## Последице
Крајем новембра 1920. године дошло је до комунистичког устанка у Јерменији. Дана 28. новембра 1920. године, окривљујући Јерменију за инвазију у Шаруру (20. новембра) и Карабах (21. новембар), 11. црвена армија под командом Анатолија Гекера прешла је границу између Јерменије и совјетског Азербејџана. Други Совјетско-јерменски рат је трајао недељу дана. Исцрпљена шестогодишњим ратовима и сукобима, јерменска армија и становништво нису били у стању да активно учествују у још једном сукобу.
Када је Црвена армија ушла у Јереван 4. децембра 1920. године, влада Јерменске Републике се ефективно предала. 5. децембра, у град је ушао Јерменски револуционарни комитет (Ревком, који се састојао углавном од Јермена из Азербејџана). А 6. децембра, Чека, Джеринскијева тајна полиција, ушла је у Јереван. Совјети су преузели контролу и Јерменија је престала да постоји као независна држава. Убрзо након тога, бољшевици су прогласили Јерменску Совјетску Социјалистичку Републику.

### Нагодба
Рат у Закавказју био је завршен споразумом о пријатељству између Владе великог националног већа (која је прогласила Турску Републику 1923. године), и Совјетске Русије (Руска СФСР). "Споразум о пријатељству и братству" (Споразум у Москви 1921) потписан је 16. марта 1921. Затим је уследио наставак на Споразуму у Карсу, који су потписали представници Азербејџанске ССР, Јерменске ССР, Грузијске ССР, и Влада великог националног већа, на коме је Аџарија уступљена Совјетској Грузији у замену за Карску територију (данашњи турски вилајети: Карс, Игдир и Ардахан). Према споразуму, аутономна Нахчиванска област стављена аје под Азербејџанским протекторатом.